# Південний машинобудівний завод
Державне підприємство «Виробниче об'єднання Південний машинобудівний завод ім. О. М. Макарова» (Південний машинобудівний завод, Південмаш, ВО ПМЗ) — провідне українське підприємство із виробництва ракетно-космічної техніки та технологій оборонного, наукового та народногосподарського призначення в місті Дніпрі. Виробляє ракети-носії на екологічно чистих видах палива. За їхньою допомогою у космос відправляють комерційні вантажі у рамках міжнародного проєкту «Морський старт».

## Виробництво
У виробництві поєднані технології, що об'єднують металургійну, металообробну, збирально-зварювальну, інструментальну галузі виробництва.

### Продукція
Станом на 2011 рік, в складі «Південмашу» перебувало 86 цехів та 82 відділів, де працювало близько 6300 осіб. За шість місяців 2011 року було вироблено промислової продукції на суму понад 135 мільйонів гривень, що становило понад 128 відсотків до відповідного періоду минулого року.
На той час діяльність «Південмашу» було зосереджено на виконанні наступних завдань:
- серійне виробництво супутників та космічних систем «Зеніт» — ракетно-космічний комплекс для виводу на орбіту корисного вантажу масою до 12 т;
- реалізація міжнародної програми «Морський старт», у рамках якої було здійснено 28 успішних запусків ракети-носія «Зеніт-3SL» із закордонними комерційними супутниками;
- виготовлення тракторів з маркою ЮМЗ, які були відомі в 11 країнах світу;
- виготовлення комбайнів КЗС-11 «Дніпро-350» із використанням комплектуючих фірми Claas (Німеччина)
- виготовлення тролейбусів розробки КБ «Південне» для внутрішнього і зовнішнього ринків;
- виготовлення трамваїв за конструкторсько-технічною документацією СП «Татра-Юг»;
- виготовлення автоматизованих ліній для виробництва маргарину, майонезу, обладнання для м'ясопереробної продукції та інше;
- виготовлення вітротурбіни за ліцензією фірми «Windpower» з горизонтальним ротором USM 56 100 потужністю 110 кВт;
- початок виготовлення ґрунтооброблювальної машини за ліцензією німецької фірми «Dutzi», що агрегується з трактором потужністю 220 — 250 к.с.;
- виготовлення 120-метрової сівалки з централізованим дозуванням;
- розробка та виготовлення шасі для літаків розробки АНТК імені Олега Антонова: Ан-140, Ан-148 та Ан-178.

Таким чином, окрім ракет, завод випускав тролейбуси ЮМЗ-Т1, ЮМЗ-Т2 та ЮМЗ Е186; автобус А186; трактори ЮМЗ-6, ЮМЗ 8040.2, ЮМЗ 8244.2, ЮМЗ 8080 та іншу техніку.

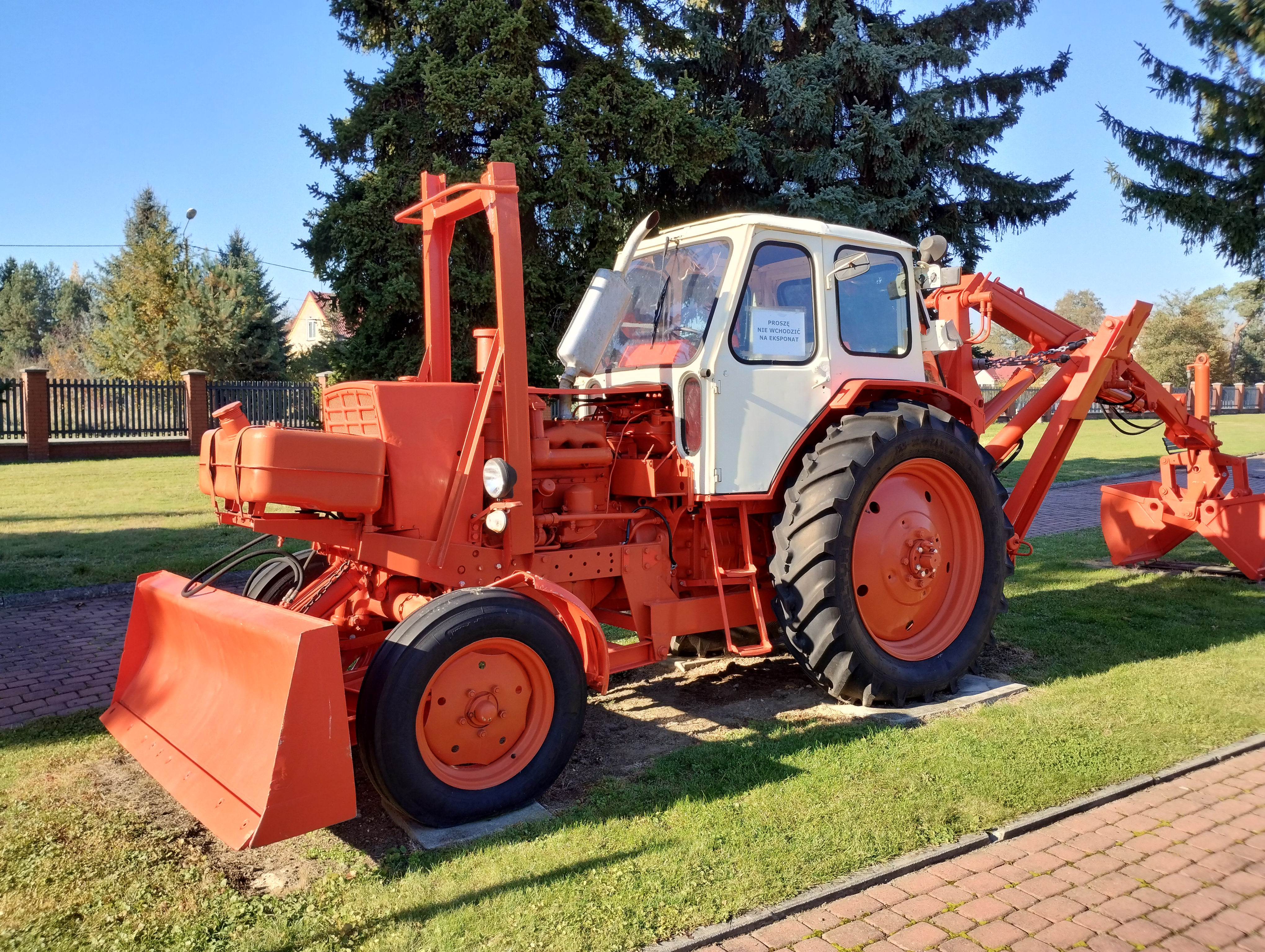
Трактор ЮМЗ-6M
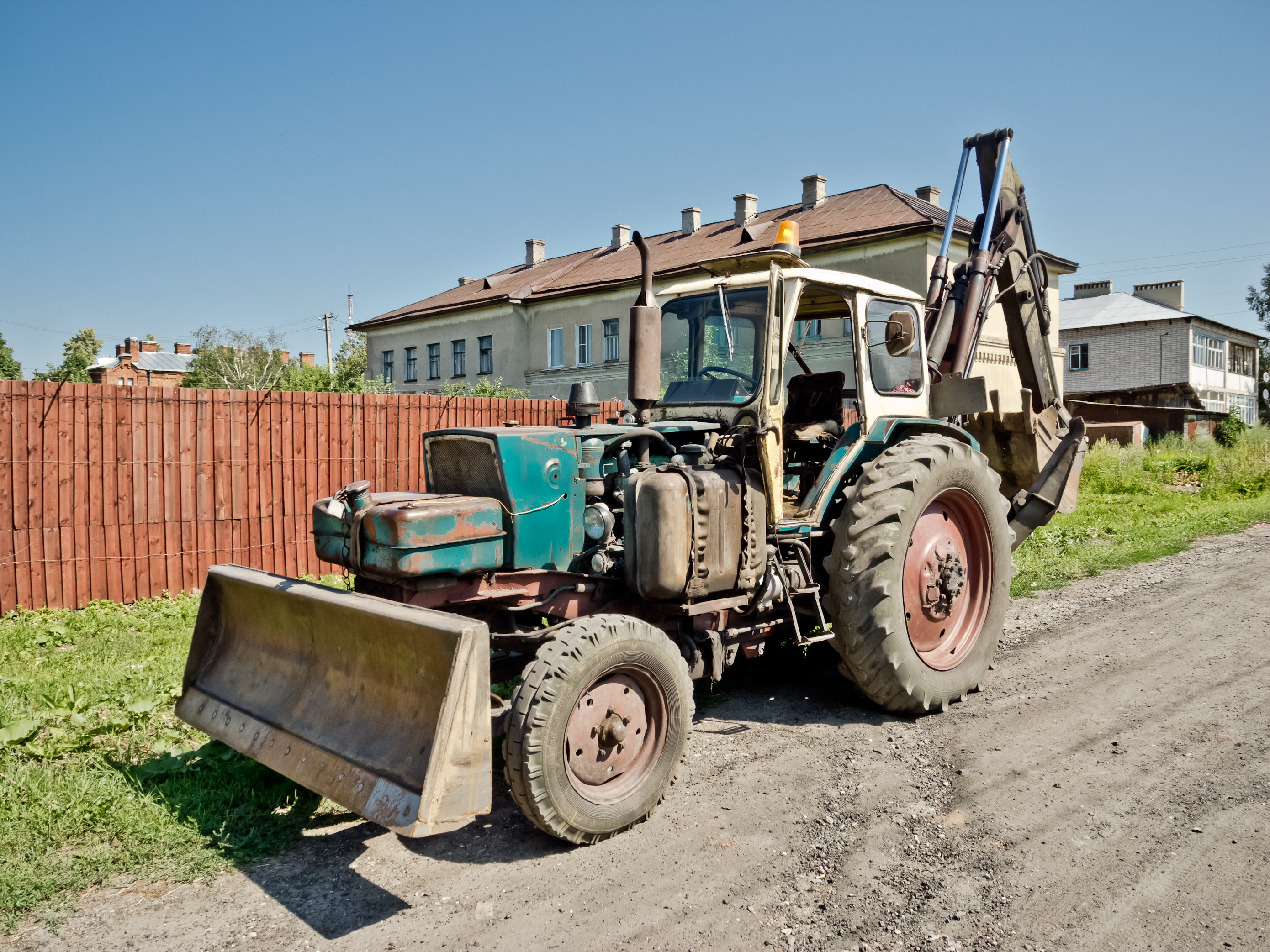
Екскаватор ЕО-2621А на базі ЮМЗ-6
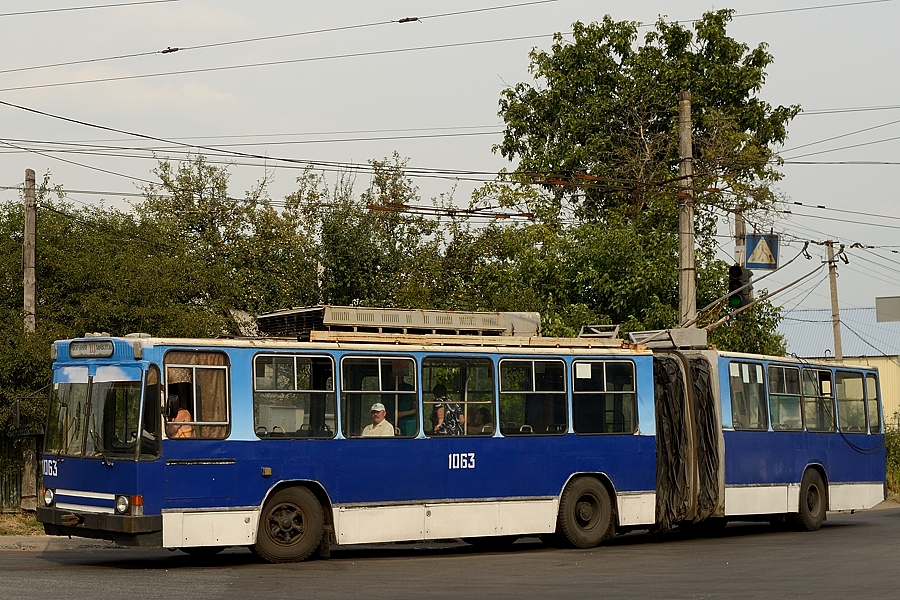
Тролейбус ЮМЗ Т1
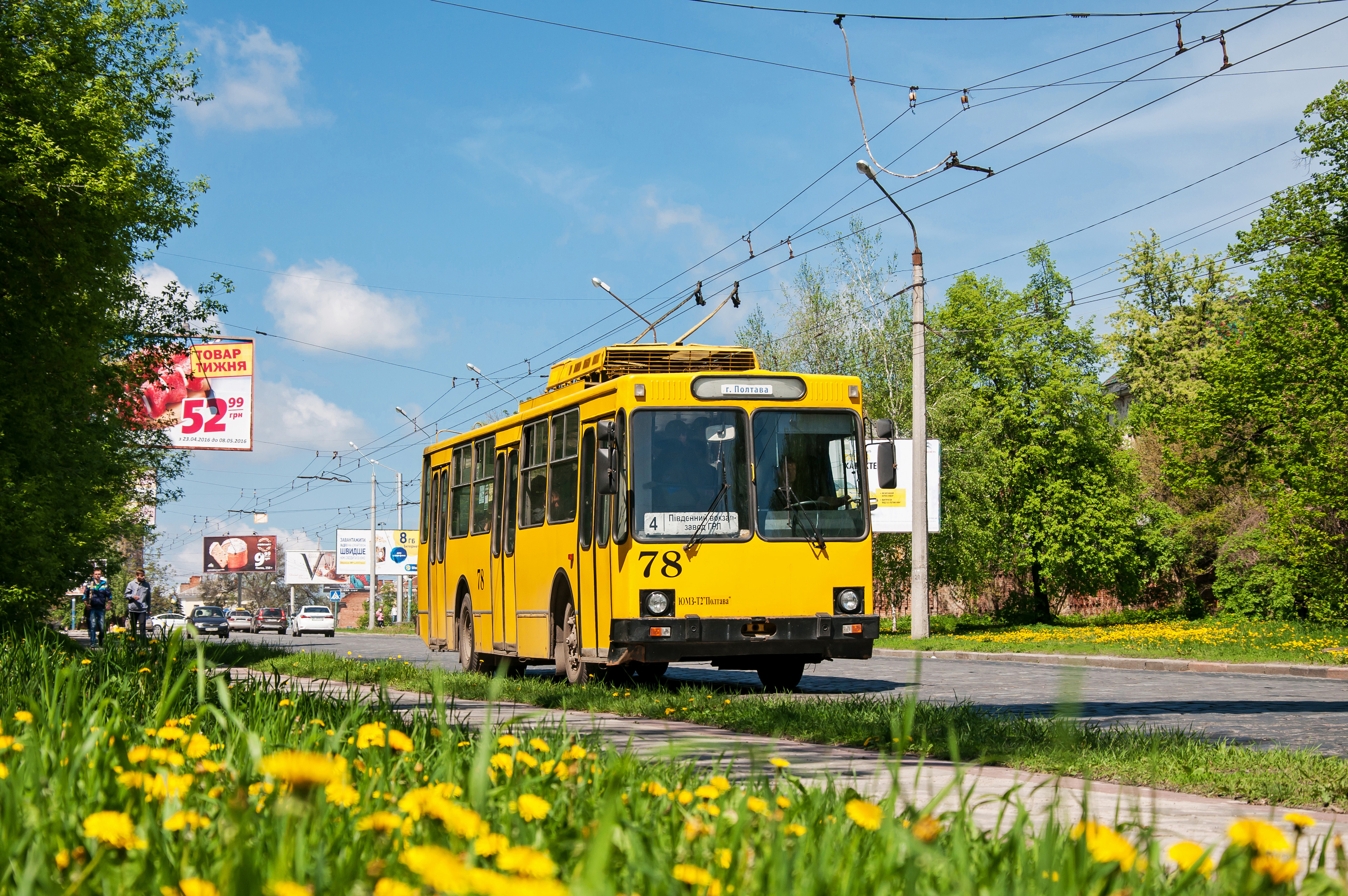
Тролейбус ЮМЗ Т2
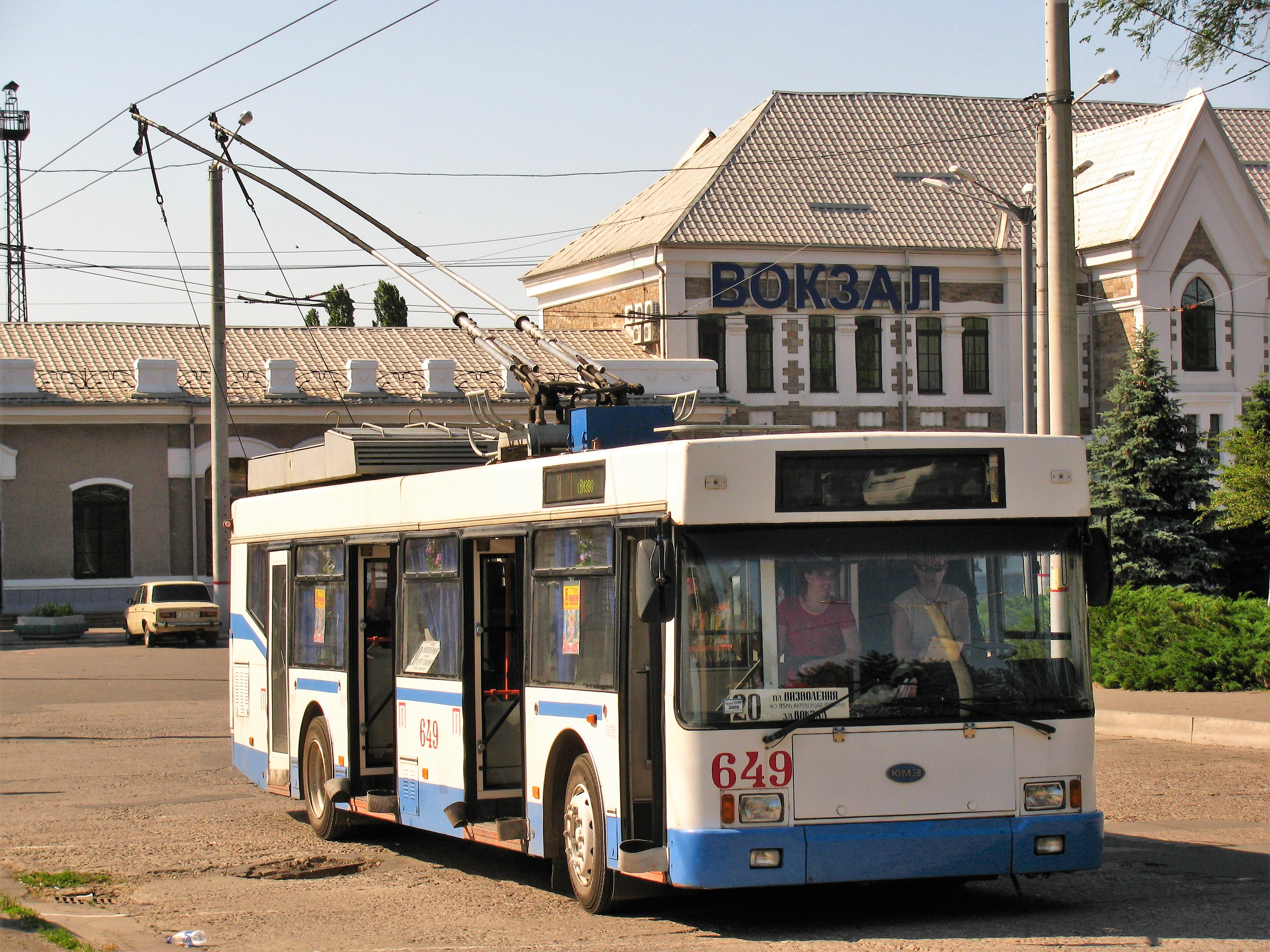
Тролейбус ЮМЗ Е186
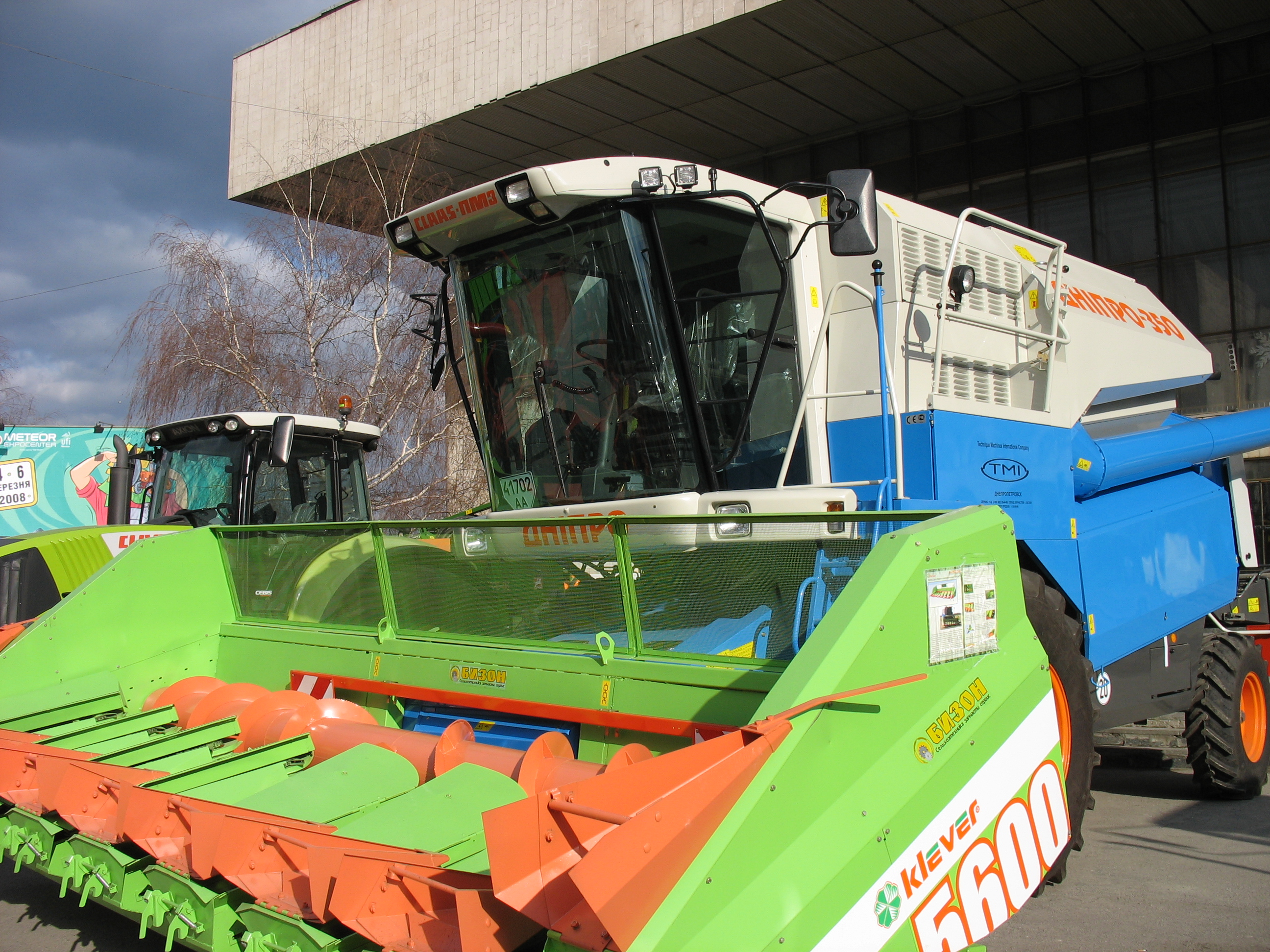
Комбайн «Дніпро-350» Claas-ЮМЗ
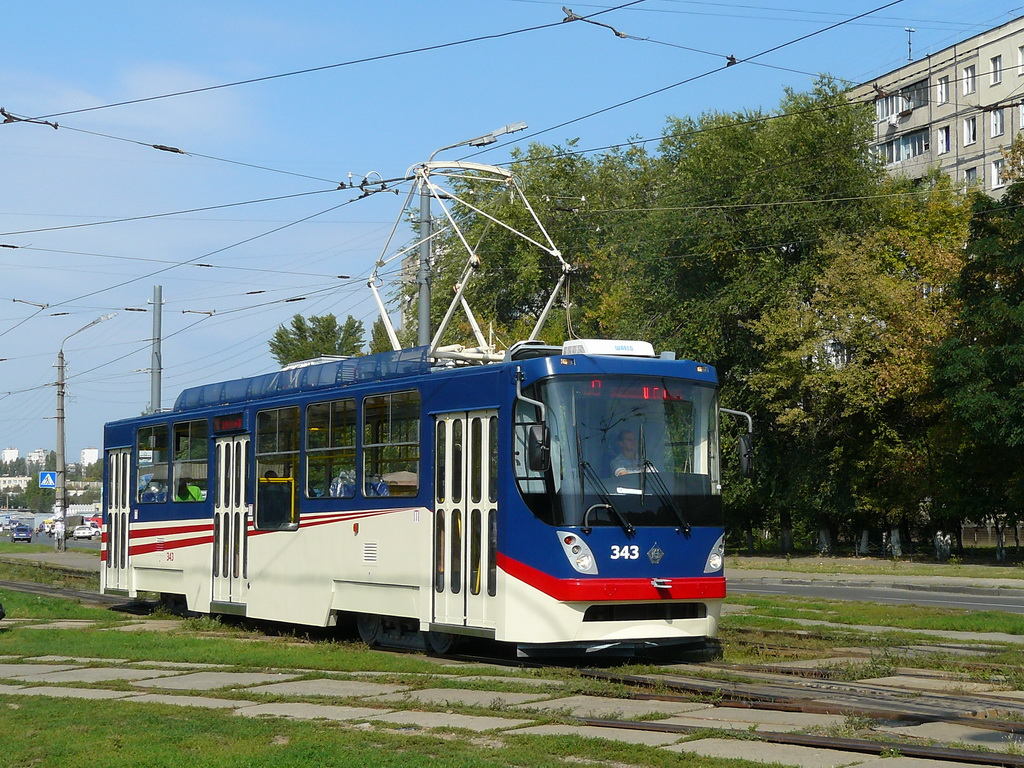
Трамвай К-1М
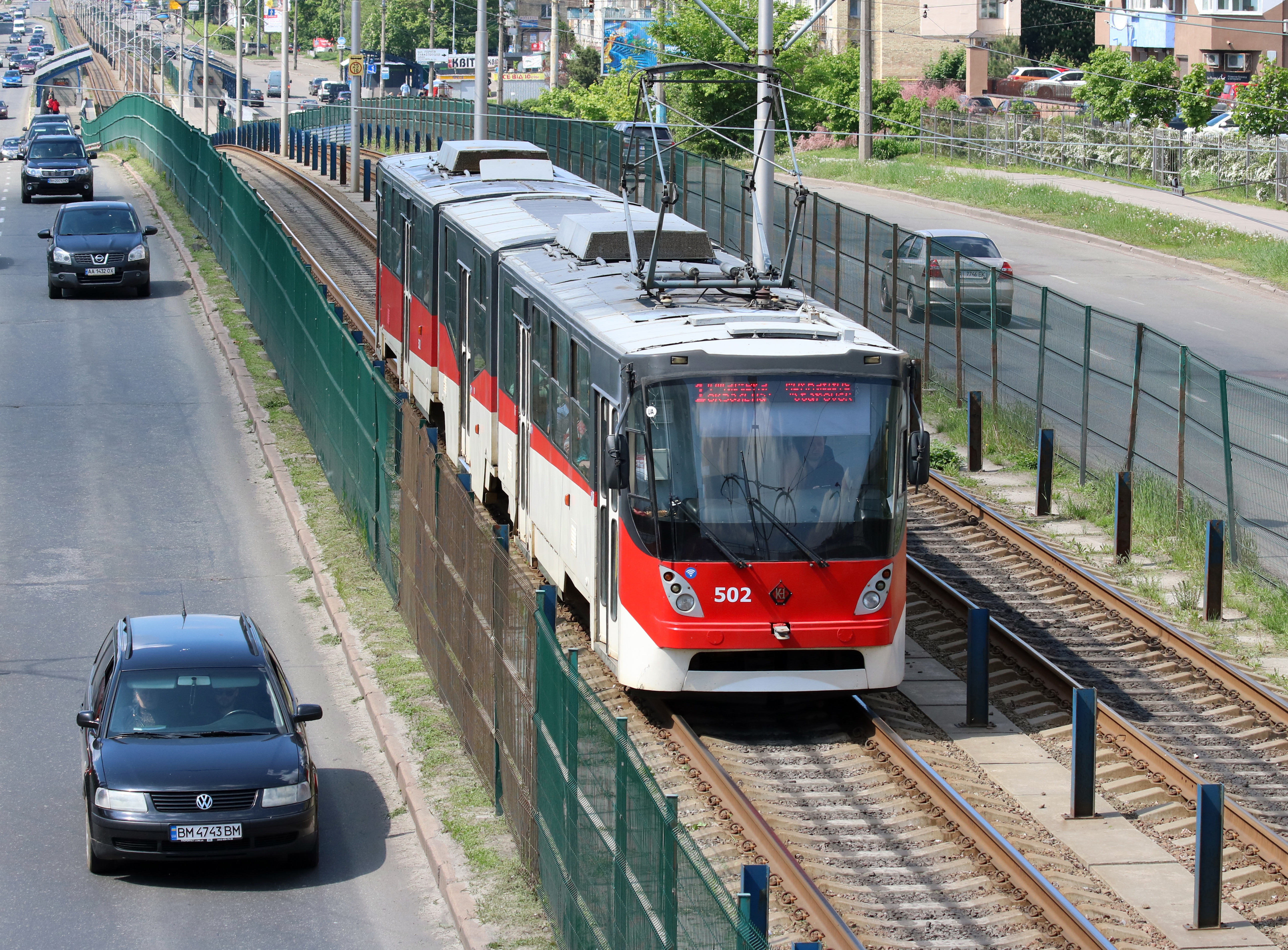
Трамвай K-1M8
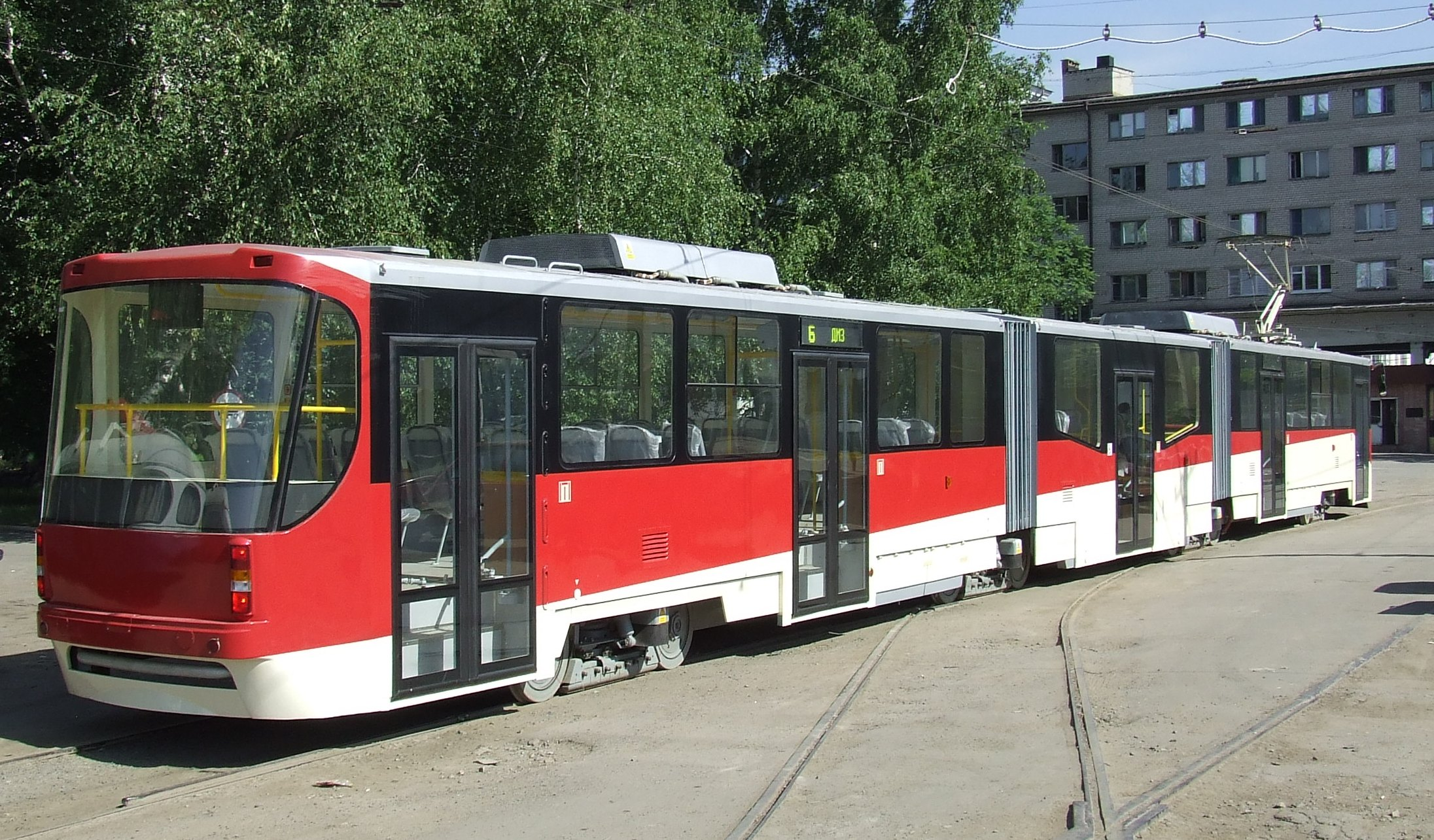
Трамвай К-1М8
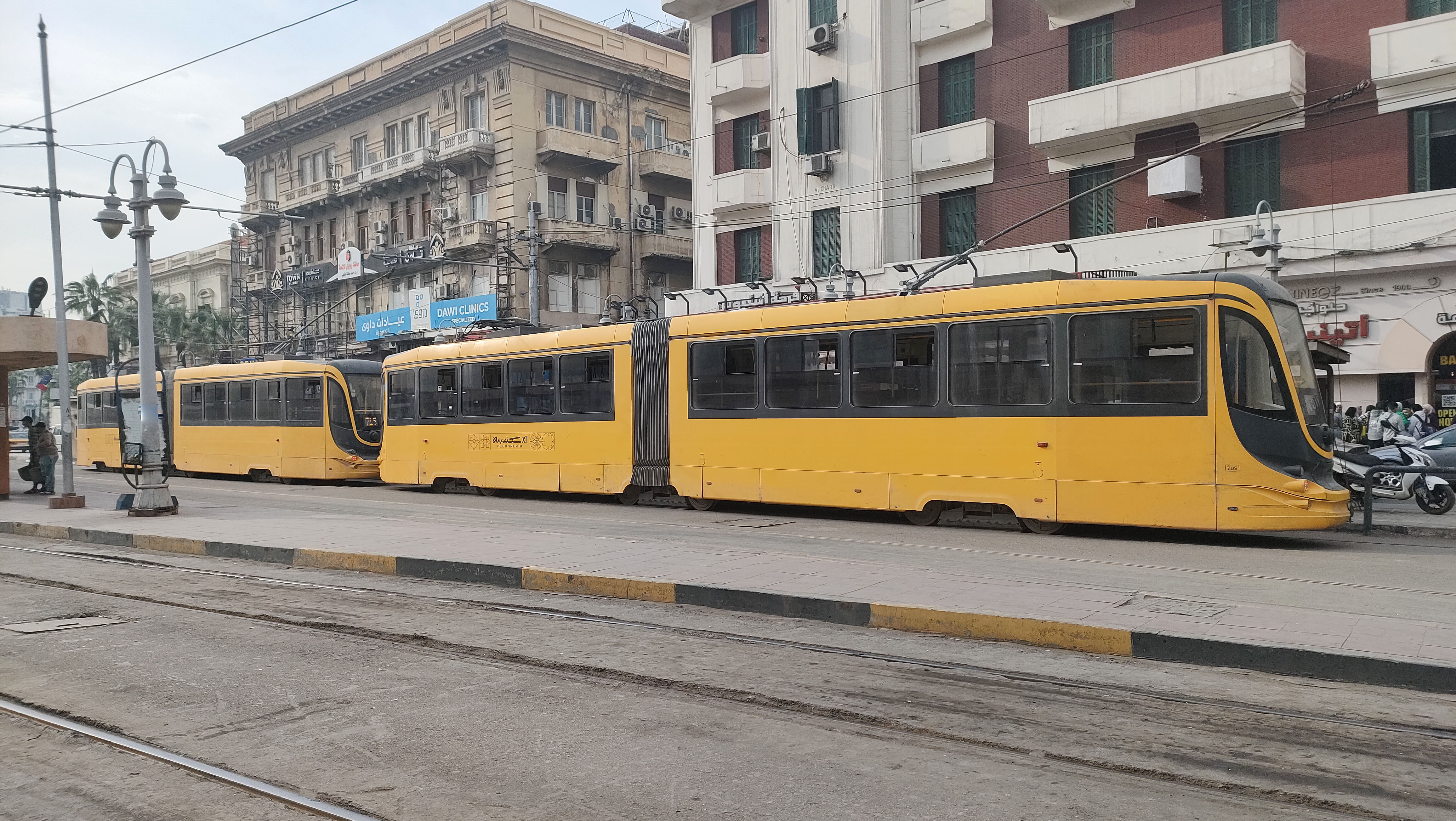
Трамвай K1E6
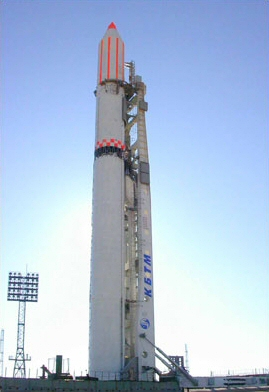
Зеніт-2 готовий до старту. Байконур, 10 грудня 2001.
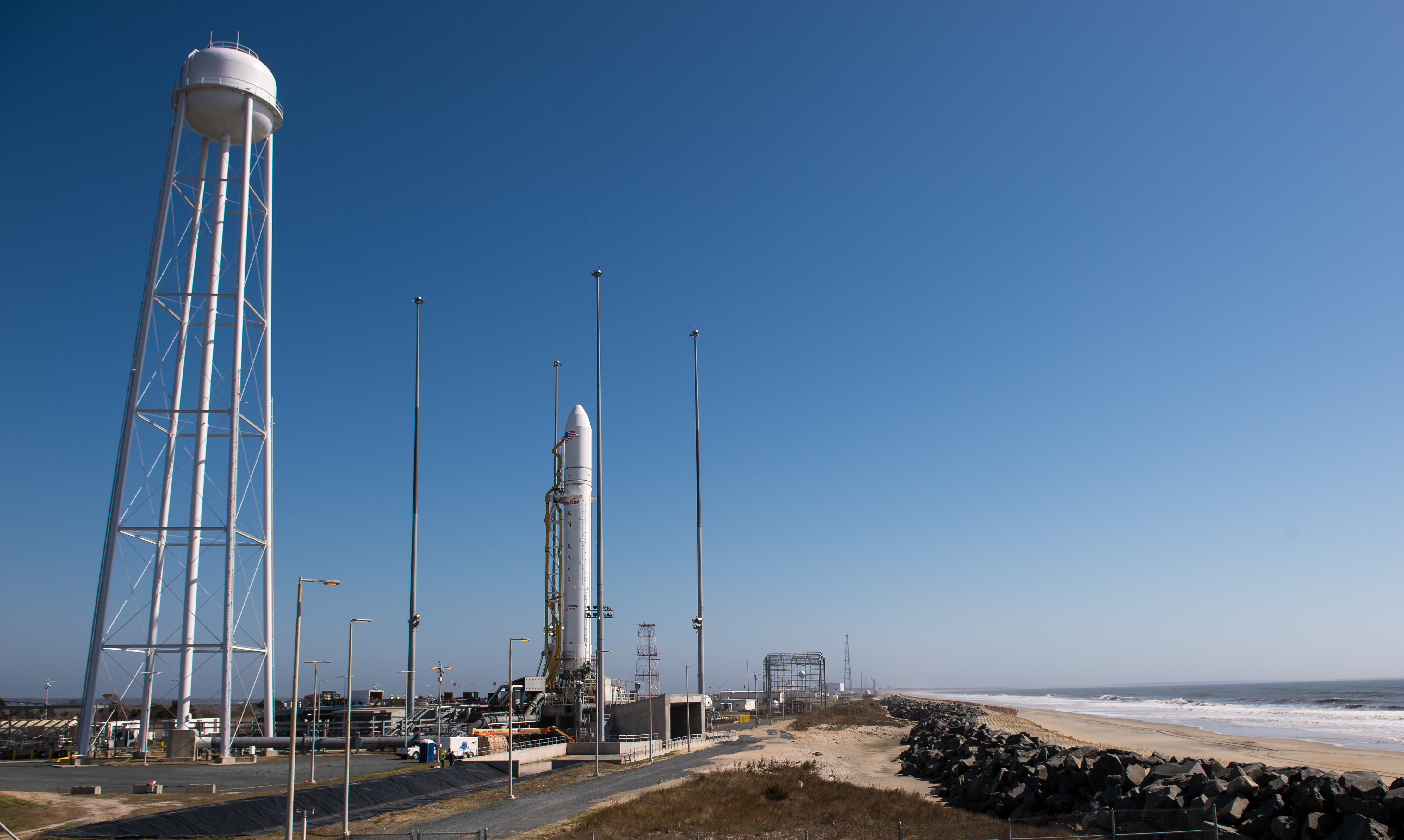
Antares на старті в Wallops Flight Facility, штат Вірджинія. 16 квітня 2013.

## Історія

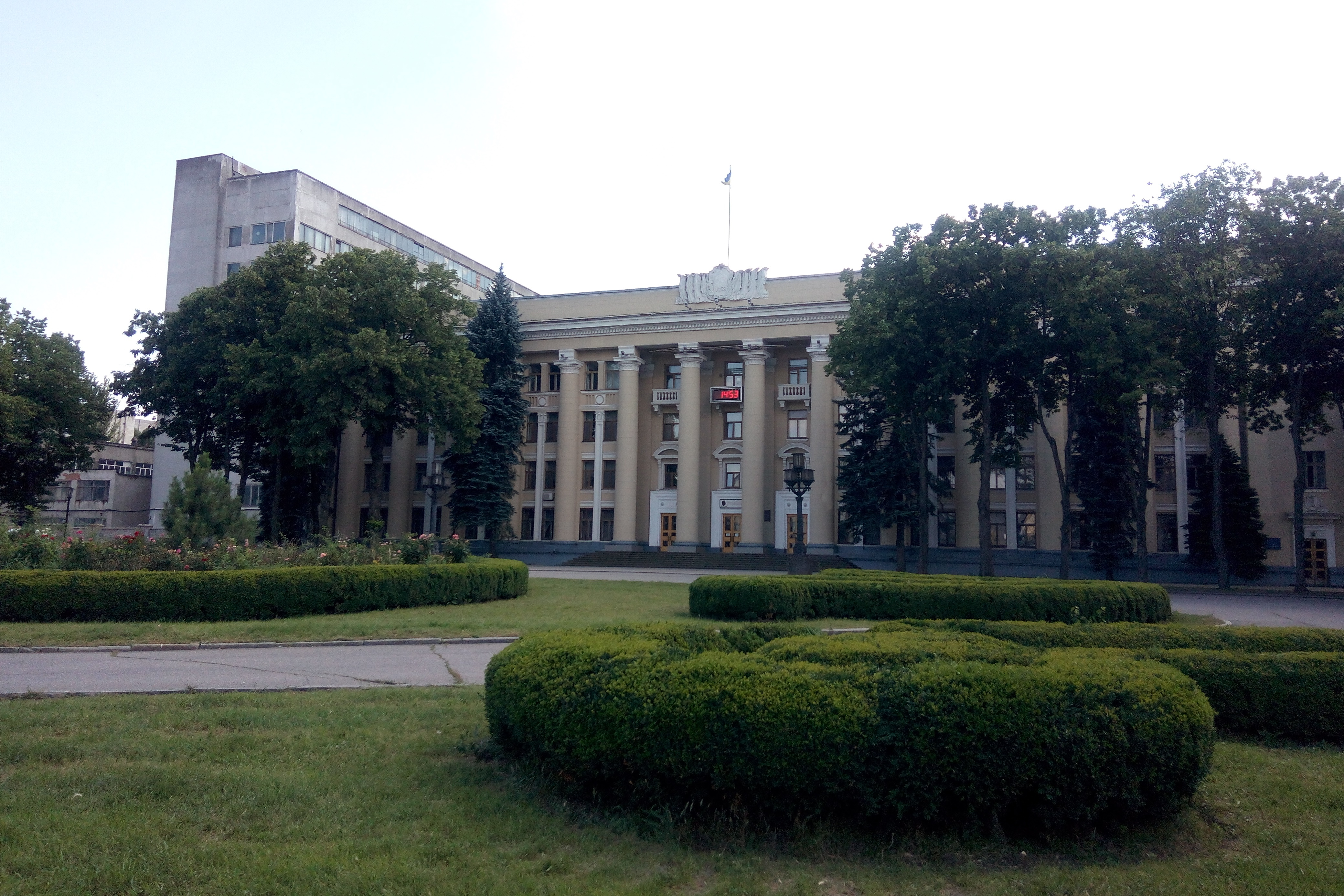
Центральна прохiдна заводу

Підприємство було утворено 21 липня 1944 року, як автомобілебудівний завод — Дніпропетровський автомобільний завод (ДАЗ).
У 1951 році завод був перепрофільований на серійний випуск ракет Р-1, Р-2 та Р-5 розробки Сергія Корольова. З 1954 року завод розпочав виробництво балістичних ракет стратегічного призначення Р-12, Р-16, Р-36 та інших розробки КБ «Південне» під керівництвом Михайла Янгеля. Починаючи з 60-х років ВО ПМЗ, крім бойових ракет стає виробником ряду унікальних космічних носіїв, а також космічних апаратів.
Завдяки Дніпропетровському проєктному інституту Південмаш став основною ракетно-космічної галузі СРСР, брав участь у найбільших і найсучасніших на той час проєктах космічної галузі. Це відбувалось за активної участі спочатку головного інженера (1956—1960), а в 1960—1985 головного директора проєктного інституту Дмитра Ярмольчука.
14 серпня 2017 року у статті американського видання New York Times було висловлено припущення, що двигуни північнокорейських ракет вироблені на українському підприємстві «Південмаш», яке начебто ґрунтувалося на дослідженні Майкла Еллемана. Пізніше дослідник опублікував спростування такого твердження. Висновком дослідження насправді було те, що різкий прогрес ракетобудування КНДР пояснюється імпортом технологій, а враховуючи те, що ракетний двигун на рідкому паливі, використаний КНДР, базується на радянських двигунах РД-250, розроблених російським підприємством «Енергомаш», і був модифікований для виконання ролі стартового ракетного двигуна у північнокорейських ракетах Hwasong-12 та Hwasong-14, то такий імпорт найімовірніше відбувся з пострадянського простору Марія Буджерин, дослідник Belfer Center, Harvard's Kennedy School та Андрій Жалко-Титаренко, колишній віцепрезидент SpacePort у статті для Atlantic Council спростовують можливість причетності українського підприємства до північнокорейської ракетної програми.. Президент України Петро Порошенко ініціював розслідування щодо можливого постачання ракетних двигунів до КНДР. Подібне розслідування можливо буде проведене ООН.
15 липня 2022 року, під час російського вторгнення в Україну, окупанти завдали кілька ракетних ударів по м. Дніпру, пошкодивши завод «Південмаш». В результаті загинуло троє осіб, 16 було поранено.
1 серпня 2023 року зі східної Вірджинії (США) було здійснено запуск космічної ракети «Antares» серії 230 компанії Northrop Grumman. Ракета-носій вивела на орбіту вантажний космічний корабель, який прямував до МКС. Перший ступінь ракети був розроблений в державному конструкторському бюро «Південне» та зібраний на заводі «Південмаш». Проте даний політ став останнім для цього типу ракет.

## Директори заводу

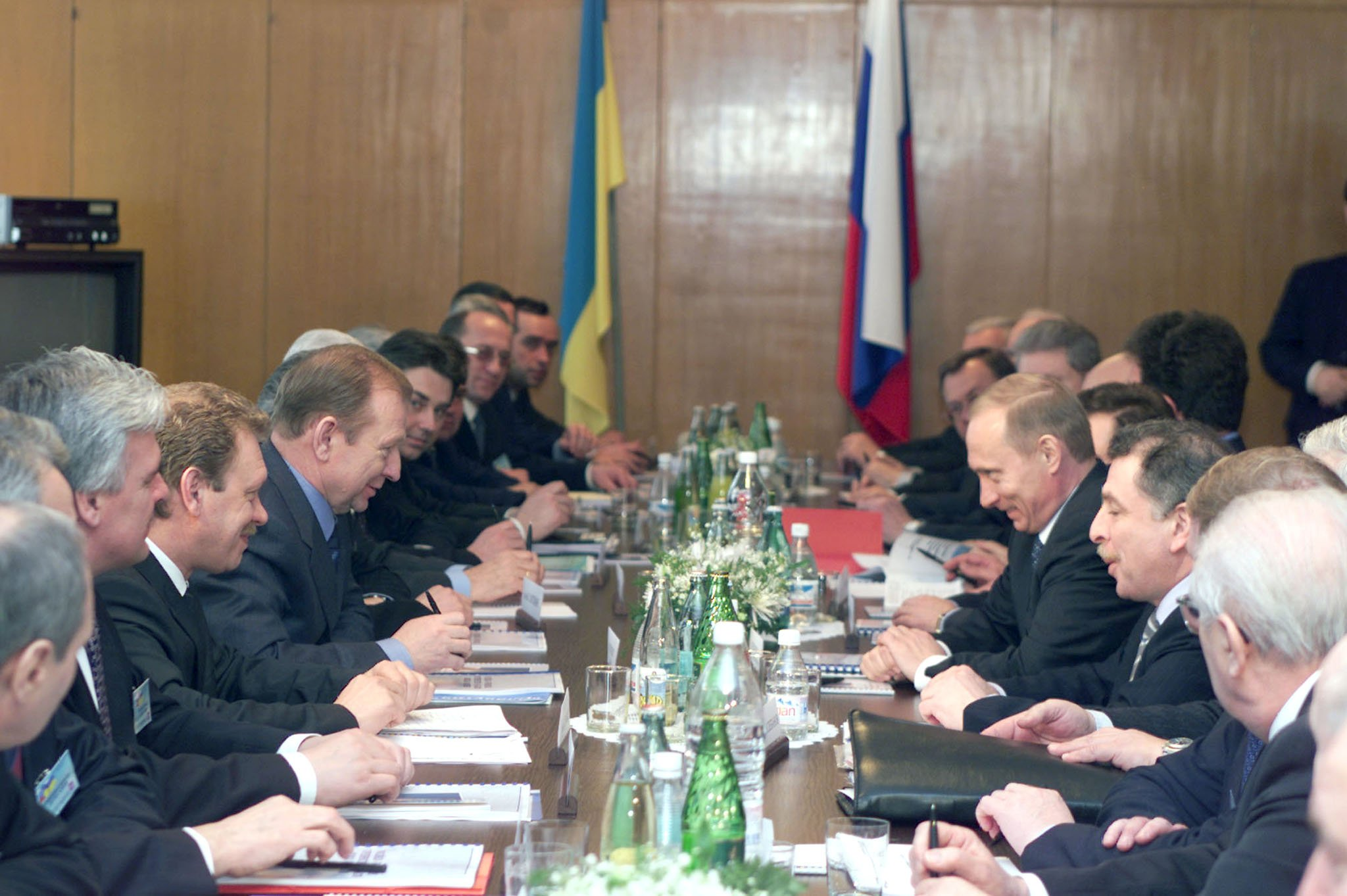
Переговори керівництва України та Росії на Південмаші, 2001

- 1952—1957 — Леонід Смирнов
- 1961—1986 — Олександр Макаров
- 1986—1992 — Леонід Кучма
- 1992—2005 — Юрій Алексєєв
- 2005—2014 — Віктор Щеголь
- з 2014 — Сергій Войт

## Інциденти
27 січня 2022 року, о 03:40, на території заводу за невідомих обставин було розстріляно варту військовослужбовців 1 ПО ОВДО НГУ МВС України. В результаті цього п'ятеро осіб загинули, а ще п'ятеро отримали поранення.